# Quincy (Bleach)
Los Quincy (滅却師 kuinshī?, lit. "Destructor") son una Especie humana del anime y manga Bleach. Son humanos con poderes sobrenaturales que luchan contra los Hollows. Al contrario que los shinigamis, los quincy no purifican los Hollow, sino que los destruyen por completo. Hace 200 años fueron exterminados por los shinigamis. Actualmente quedan dos quincy, Uryū Ishida y su padre, Ryūken Ishida. Se ha revelado que aún quedan varios Quincys con vida, que participaran en el arco final del manga la Saga de la Guerra Sangrienta de los Mil años. Además de eso, Asguiaro Ebern, se ha revelado como Quincy.

## Historia
Como bien se ha dicho ya, los quincy eran un clan de humanos que tenían habilidades especiales. Al contrario que los shinigamis, los quincy usaban el poder espiritual de su alrededor para luchar, lo que implica que según donde estuviesen, podían ser más o menos fuertes. Debido a que destruían a los hollow por completo (Los shinigami solo destruyen su forma corrupta, devolviendo el alma a su ciclo de reencarnación natural), la Sociedad de Almas decidió su exterminio, para impedir que la Balanza entre los mundos se desequilibrase por la pérdida continua de almas en el mundo mortal. Ese desequilibrio provocaría que, debido al peso mayor de las almas, las almas de la Sociedad de Almas se mezclarían con las de la tierra, y eso provocaría el fin del mundo.
Otra característica de los quincy es que usaban un Arco espiritual para combatir. Este arco lo crean a partir de una cruz o un guante, según cada quincy, a través del cual canalizan y moldean espiritrones (partículas elementales del mundo espiritual). Se puede ver como tanto Ishida al principio de la serie, como su padre hacia el final, usan una cruz, mientras que cuando van a la Sociedad de Almas, Ishida usa un guante especial que permite alcanzar un poder mayor.

## Los Quincy
Si bien al principio de la serie se ha mantenido la premisa de que sólo quedan dos Quincy con vida (Uryū Ishida y Ryūken Ishida), en la saga de La Guerra Sangrienta de los Mil Años se ha revelado que muchos han sobrevivido y creado un ejército para luchar contra la Sociedad de las Almas.
- Uryū Ishida (石田雨竜 Ishida Uryū?) Es el penúltimo miembro de los Quincy y compañero de la clase de Ichigo. Su abuelo fue su maestro, pero falleció a causa de una emboscada de Hollow, aunque la culpa de la muerte se debe a que los shinigamis llegaron tarde para ayudar a su abuelo. Por esa razón, Uryū odia a todos los shinigamis, que ya antes habían exterminado a los de su clase. Uryū es aún más orgulloso que Ichigo, pero los dos tienen mucho en común en sus actitudes. A medida que avanza la serie, Uryū se va haciendo más amigable con Ichigo, aunque la rivalidad permanece.

- Ryūken Ishida (石田竜弦 Ishida Ryūken?) Es el padre de Ishida y con él es uno de los últimos quincy. Es un hombre frío y su relación con Ishida no es muy buena, padre e hijo están alejados. Él es el dueño del hospital en Karakura. Se ofrece a entrenar a Ishida y devolverle sus poderes de quincy con la promesa de que Ishida no se va a relacionar de nuevo con ningún shinigami. Como armas utiliza un arco, pero es capaz de cambiarle el tamaño.

- Sōken Ishida (石田宗弦 Ishida Sōken?) [Fallecido] Es el abuelo de Ishida, además de su maestro. Murió a mano de una emboscada de hollows al no llegar a tiempo los shinigamis para salvarlo, razón por la cual Uryū Ishida odia a los shinigamis. Más tarde éste descubrirá que la emboscada de hollows fue organizada por el actual capitán de la duodécima división de la sociedad de almas, Mayuri Kurotsuchi, quien estaba interesado en culminar sus estudios con los quincy.

Como se puede observar, los 3 últimos Quincy eran familia entre ellos, nieto, padre y abuelo por este orden.
- Quilge Opie (キルゲ·オピー Kiruge Opi?) Es el capitán superior del escuadrón de caza del Vandenreich, Iacto Arme. Posee un gran poder espiritual y es muy talentoso en el uso de espadas. El nombre de su Letzt Still es Quincy Vollständig el cual lo dota de varios accesorios, incluyendo alas. Según sus propias palabras, el viejo Letzt Still de los Quincy's y el perfeccionado por el Vandenreich son tan diferentes como el cielo y la tierra.

## Combate

### Armas
Las armas de los quincy son siempre el arco y las flechas. A pesar de todo, hay ciertas particularidades.
- Guante Sanrei  (散霊手套 sanrei shutō?): este es el guante que usa Ishida cuando va a la Sociedad de Almas. Según su maestro, con este guante se podría alcanzar el máximo poder de los quincy, pero era necesario estar con el puesto durante una semana entera para dominarlo. Sin embargo, después de eso, jamás se podría quitar. En caso de hacerlo, el portador obtendría la forma final de los quincy, con un poder inmenso, pero durante poco tiempo y perdería sus poderes de quincy.

- Quincy Bangle (装身具?): es un brazalete de diseminación de partículas espirituales. Fue introducido en la saga de relleno de los Bount. Con este brazalete, Ishida pudo usar sus poderes de quincy a pesar de que los había perdido en la lucha contra Mayuri. El problema de este objeto era que no era estable y que en caso de fallar, podía explotar de una manera muy potente. Además, en caso de forzar los poderes, el arco, hecho de un metal desconocido, se iría rompiendo poco a poco y al final el brazalete se rompería. Al no ser estable, los poderes podían subir y bajar sin control y acabar perdiendo el control del brazalete, por lo que explotaría.

- Seele Schneider (魂を切り裂くもの?  Aquello que corta el Alma): ésta es una especie de flecha que se puede utilizar como una espada. Las partículas que la forman se mueven a una velocidad tan alta que prácticamente puede cortar y atravesar cualquier cosa. Es el arma definitiva de los quincy. Esta arma la obtiene Ishida tomándola del almacén del hospital de su padre en karakura.

- Tubos de Plata (銀筒 gintō?): son unos tubos en los cuales Ishida guardó poder espiritual mientras estaba en la sociedad de almas, tras quitarse el guante Sanrei y perder con ello todo su poder. Con ellos, a pesar de haber perdido sus poderes, podía usar algunos hechizos similares al kidō de los Shinigamis, y son:
  - Heizen (聖噬 haizen?): en alemán "golpear"; en japonés "mordisco sagrado". Esta técnica usa cinco tubos que golpean y cortan al oponente.
  - Gritz (五架縛 Gurittsu?): con esta técnica se crea un escudo del tamaño de un humano que lo cubre y protege de cualquier ataque.
  - Wolke (緑杯 Vorukōru?): en alemán significa "nube" y en japonés "cáliz verde". Esta técnica se usa para disparar una nube de humo. Uryū usó esta técnica para poder frenar cuando estaba cayendo.
  - Sprenger (破芒陣 Supurengeru?): en alemán "detonador" y en japonés "formación segadora". Se usan 5 Seele Schneider para crear un pentágono que, al activarse con los tubos de plata, provoca una explosión masiva dentro del mismo. Es la habilidad más poderosa de los Tubos de Plata que se ha visto hacer a Ishida.

### Técnicas
Las técnicas conocidas son dos:
- Hirenkyaku (飛簾脚 lit. "paso de Dios"?): equivalente del Shunpo en los Shinigamis, del Sonido en los Arrancar y del Bringer Light de los Fullbringers. Usan las partículas espirituales que les rodean para poder desplazarse a gran velocidad. La primera vez que se ve es cuando el Kamaitachi (Jirōbō Ikkanzaka) ataca a Inoue e Ishida la salva.

- Ransōtengai (乱装天傀 lit. "hilos celestiales"?): es una técnica de alto nivel creada por los ancianos de los quincys para poder seguir luchando contra los hollows. Crea hilos de reiatsu que rodean extremidades y partes del cuerpo que han sido dañadas y no se pueden mover para poder moverlas. Se inventó con el propósito de poder luchar hasta la muerte. Según Mayuri, de los 2661 quincy que investigó, ninguno aparte de Ishida había sido capaz de usar esta técnica ni siquiera de la manera más simple.
- Blut (血装 (ブルート) Burūto?, Sangre en Alemán, Armadura de sangre en japonés): Es una técnica tanto ofensiva como defensiva usada por los Quincy en la cual insertan su energía espiritual dentro de su torrente sanguíneo para protegerse de un ataque directo en caso de usarla como defensa. Esta habilidad demuestra ser muy útil ya que le permite al Quincy resistir ataques que de otra forma serían mortales. Sí se usa de forma ofensiva, el poder de ataque de un Quincy aumenta.
- Blut Vene (静血装 (ブルート・ヴェーネ) burūto vēne?,  Alemán para Sangre Venial / Sangre de Vena en japonés): Variación del Blut. Se usa para que el Quincy se proteja del poder destructivo de un Bankai. A medida que la defensa aumenta, la potencia de los ataques disminuye. No puede utilizarse con Blut Arterie trabajando a plena potencia.
- Blut Arterie ( 動血装 (ブルート・アルテリエ) burūto aruterie?,  Alemán para "Sangre Arterial / Sangre de Arteria"): Variación ofensiva del Blut. A medida que la defensa disminuye, el Blut Arterie aumenta el poder ofensivo de un Quincy. No se puede utilizar al mismo tiempo que el Blut Vene a plena potencia.
- Sklaverei (聖隷 (スクラヴェライ) Sukuraverai Esclavo en Alemán, Esclavo Santo en Japonés?): Es una variante de la técnica básica Quincy de absorción de partículas espirituales, esta técnica es mucho más poderosa, capaz de absorber las partículas espirituales del Reitai (Cuerpo Espiritual) de su oponente, siendo capaz de prácticamente absorber el cuerpo de su oponente y fusionarlo con el propio cuerpo de la persona que realiza la técnica sin importar que los afectados por la técnica estén vivos o muertos.

### Formas
Se han visto 4 aspectos que toman los quincy. Los dos primeros son casi iguales:
- Forma Básica: en esta forma, quitando el detalle de que usan sus poderes, no cambia para nada la ropa que llevan puesta, para canalizar los espiritrones, utilizan un crucifijo que cuelga de una pulsera, el cual crea con ellos un arco hecho de luz que el Quincy utiliza para pelear.
- Aspecto Normal de Quincy: aquí ya llevan el traje blanco característico de los quincy. A grandes rasgos, es casi igual que la primera, pero si se lleva puesto el guante sanrei, el arco ya no está hecho de luz, sino de partículas solidificadas, lo que le da la impresión de ser de metal. La forma definitiva de este aspecto se consigue con la Cruz de los Quincy. A partir de ella se obtiene el Ginrei Kojaku, el arco final de los Quincy. Este es el arco que permite disparar las Seele Schneider.
- Letzt Stile (最終形態 レットシュティール?, Retto Shutīru) en alemán "Estilo Final" en japonés "Forma Final": esta forma solo es alcanzable si has tenido puesto el guante sanrei y te lo has quitado o lo has roto a propósito. En este aspecto, el poder aumenta hasta un límite impresionante, rompiendo las barreras del poder soportable para un ser humano. Esto provoca que, después de usar esta forma, se pierdan los poderes de quincy. En este aspecto aparece como un ala en el brazo derecho, que en realidad es por donde se absorben las partículas espirituales. Esto es el control total del reishi (energía espiritual). El arco se vuelve más grande y de color plateado, y las flechas son formadas de reishi altamente comprimido, por lo que son más estables y, lógicamente, mucho más poderosas. Además, hasta que se pierde esta forma, el poder no deja de crecer porque sigue entrando reishi por el "ala". Se ha dicho que los miembros del Vandenreich perfeccionaron esta técnica hace 200 años por lo que no corren riesgo de perder sus poderes tras su uso.
- Forma Quincy Bangle: esta forma es la que se alcanza al poner el brazalete de diseminación de energía. El traje es similar a la forma normal, pero con más tonos azules. El arco está fijo al brazo derecho y es de un metal desconocido. El poder de esta forma varía debido a que el brazalete (ver Quincy bangle arriba) no es estable.

- Datos: Q1364961